# Pirâmide de Neferircaré
A Pirâmide de Neferircaré (em egípcio antigo: Ba-nefer-ir-ka-Re, significando "Ba de Neferircaré") é uma pirâmide egípcia construída em meados do século XXV a.C. para o faraó Neferircaré da Quinta Dinastia. É a estrutura mais alta da necrópole de Abusir, localizada entre Gizé e Sacará, e foi erguida no ponto mais elevado do local, podendo até hoje ser facilmente vista de qualquer lugar dos arredores A pirâmide é significativa por ter sido o local onde os Papiros de Abusir foram descobertos.
A Quinta Dinastia marcou o fim das grandes construções de pirâmides durante o Império Antigo. As pirâmides do período eram menores e mais padronizadas, porém decorações em relevo também proliferaram. A Pirâmide de Neferircaré desviou-se das convenções por ter sido originalmente construída como uma pirâmide de degraus, um estilo de projeto que tinha ficado antiquado depois da Terceira Dinastia. Esta então foi coberta com uma segunda pirâmide de degraus com alterações sendo feitas para convertê-la em uma pirâmide verdadeira de faces lisas; entretanto, a morte de Neferircaré deixou que o trabalho fosse completado por seus sucessores. As obras restantes foram completadas às pressas e usando materiais de baixa qualidade.
Por essas circunstâncias, a Pirâmide de Neferircaré não possui muitos dos elementos comuns de um complexo mortuário de seu tipo: um templo do vale, um passeio e uma pirâmide de culto. Em vez disso, eles foram substituídos por um pequeno assentamento de casas de tijolos de barro ao sul, onde sacerdotes realizavam suas atividades diárias. A descoberta dos Papiros de Abusir na década de 1890 deve-se a isso. Normalmente, arquivos de papiros estariam dentro do complexo da pirâmide onde sua destruição seria certa. A Pirâmide de Neferircaré tornou-se parte de um cemitério familiar mais amplo. Sua consorte Quentecaus II e seus filhos Neferefré e Raturés foram todos enterrados nas proximidades. Apesar da construção desses monumentos terem começado sob diferentes faraós, todos os quatro foram completados durante o reinado de Raturés.

## Localização e escavação

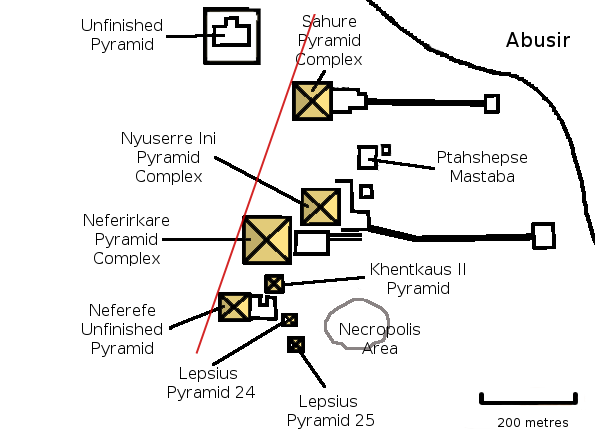
Mapa na necrópole de Abusir, mostrando a localização da Pirâmide de Neferircaré em relação às outras pirâmides da área

A Pirâmide de Neferircaré está situada na necrópole de Abusir, entre os planaltos de Sacará e Gizé. Abusir assumiu grande importância na Quinta Dinastia depois do faraó Userquerés, o primeiro governante da dinastia, ter construído seu templo no local, enquanto seu sucessor Sefrés inaugurou a necrópole real com sua pirâmide. Neferircaré foi o filho e sucessor de Sefrés e reinou em meados do século XXV a.C.. Foi o segundo faraó a construir sua pirâmide e ser enterrado no local. Seu nome na língua egípcia antiga era Ba-nefer-ir-ka-Re, que significa "Ba de Neferircaré", ou ainda "Neferircaré assume forma".
A Pirâmide de Neferircaré está localizada a certa distância da Pirâmide de Sefrés. O egiptólogo Jaromír Krejčí propôs várias teorias para explicar a posição do complexo de Neferircaré em relação ao de Sefrés: que Neferircaré foi motivado a distanciar-se de seu predecessor e assim escolheu um novo cemitério e uma planta de templo mortuário redesenhada com o objetivo de se diferenciar, que as pressões geomorfológicas – particularmente a inclinação entre os dois complexos – forçaram Neferircaré a situar sua pirâmide em outro lugar, que o faraó pode ter escolhido a localização porque era o ponto mais alto da área e assim sua pirâmide dominaria os arredores, ou porque o local está em uma linha direta com Heliópolis. A Diagonal de Abusir é uma linha figurativa que conecta os cantos noroeste das pirâmides de Neferefré, Neferircaré e Sefrés. É similar ao eixo de Gizé, que conecta os cantos sudoeste das grandes pirâmides, e converge com a Diagonal de Abusir em um ponto em Heliópolis.
A localização do complexo afetou o processo de construção. O egiptólogo Miroslav Bárta afirmou que um dos principais fatores que influenciavam a localização da pirâmide era sua posição em relação à capital administrativa do Império Antigo, que na época era a cidade de Inbu-Hedj, conhecida hoje como Mênfis. Contando que a localização da antiga Mênfis esteja atualmente correta, a necrópole de Abusir estaria não mais do que quatro quilômetros de distância do centro da cidade. O benefício da proximidade entre os dois era melhor acesso a recursos e mão de obra. Os trabalhadores poderiam explorar uma pedreira de calcário ao sudoeste de Abusir com o objetivo de reunirem recursos para a alvenaria dos blocos usados na pirâmide. O calcário era particularmente fácil de se extrair considerando-se que cascalho, areia e camadas de tafl imprensavam o calcário em segmentos de aproximadamente sessenta por oitenta centímetros de espessura, facilitando muito seu transporte.
O egiptólogo britânico John Shae Perring limpou em 1838 a entrada das pirâmides de Sefrés, Neferircaré e Raturés. O egiptólogo prussiano Karl Richard Lepsius explorou a necrópole de Abusir cinco anos depois e catalogou a Pirâmide de Neferircaré como a de número XXI. Foi Lepsius quem propôs a teoria do método da camada de acreção de construção aplicado nas pirâmides da Quinta e Sexta Dinastias. Um importante desenvolvimento foi a descoberta dos Papiros de Abusir, encontrados no templo de Neferircaré durante escavações ilícitas em 1893. O egiptólogo alemão Ludwig Borchardt, à trabalho pela Sociedade Oriental Alemã, inspecionou novamente as mesmas pirâmides e seus templos adjacentes, escavando também os passeios. Suas descobertas foram publicadas em 1909 no livro Das Grabdenkmal des Königs Nefer-Ir-Ke-Re. O Instituto Tcheco de Egiptologia tem realizado desde a década de 1960 um projeto de escavação de longa duração no local.

## Complexo mortuário

### Traçado

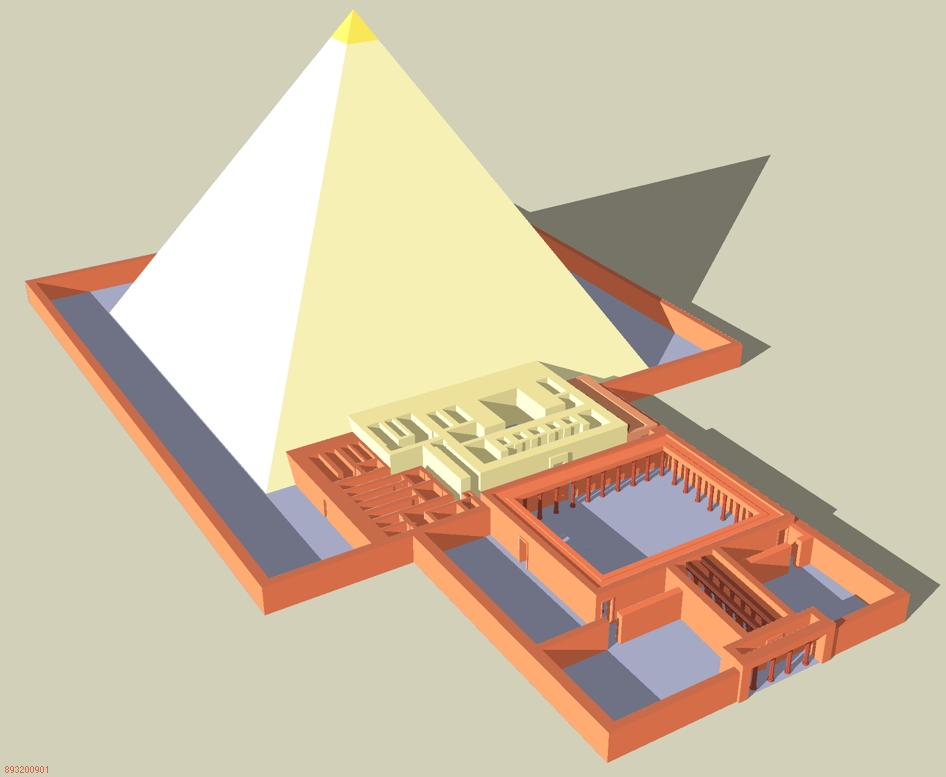
Modelo tridimensional do complexo da Pirâmide de Neferircaré

As técnicas de construção de pirâmides passaram por uma transição no decorrer da Quinta Dinastia. A monumentalidade das pirâmides diminuiu, o projeto dos templos mortuários mudou e a subestrutura das pirâmides foi padronizada. Por outro lado, as decorações em relevo proliferaram e os templos foram enriquecidos com maiores complexos de armazenamento.
Essas mudanças conceituais já tinham se desenvolvido até pelo menos a época do reinado de Sefrés. Seu complexo mortuário indica que a expressão simbólica por meio das decorações foi favorecida em detrimento de magnitude da construção. Por exemplo, o complexo da Pirâmide de Quéops na Quarta Dinastia tinha um total de cem metros reservados para decoração, enquanto o templo de Sefrés tinha por volta de 370 metros lineares dedicados a decorações em relevo. Bárta salientou que o espaço de armazéns nos templos mortuários cresceu consistentemente do reinado de Neferircaré em diante. Isto foi o resultado de uma centralização do foco administrativo no culto funerário em conjunto com o aumento do número de sacerdotes e oficiais envolvidos na manutenção do culto, além do aumento de suas rendas. A descoberta de uma grande quantidade de recipientes, a maioria quebrados ou incompletos, nos templos das pirâmides de Sefrés, Neferircaré e Neferefré corrobora esse desenvolvimento.
Complexos mortuários do Império Antigo eram formados por cinco componentes essenciais: um templo do vale, um passeio, um templo mortuário, uma pirâmide satélite ou de culto e a pirâmide principal. O complexo mortuário de Neferircaré tinha apenas dois desses elementos: um templo mortuário construído rapidamente com madeira e tijolos de barro de má qualidade e a maior pirâmide da necrópole. O templo do vale e passeio que originalmente fariam parte do complexo de Neferircaré foram apropriados por Raturés para sua própria pirâmide. Uma pirâmide de culto nunca foi construída, uma consequência da pressa para completar o monumento depois da morte do faraó. Seu substituto foi um pequeno assentamento de alojamentos construídos com tijolos de barro ao sul do complexo onde os sacerdotes viviam. Um grande muro de tijolos foi construído ao redor do perímetro da pirâmide e templo mortuário a fim de completar o monumento de Neferircaré.

### Pirâmide

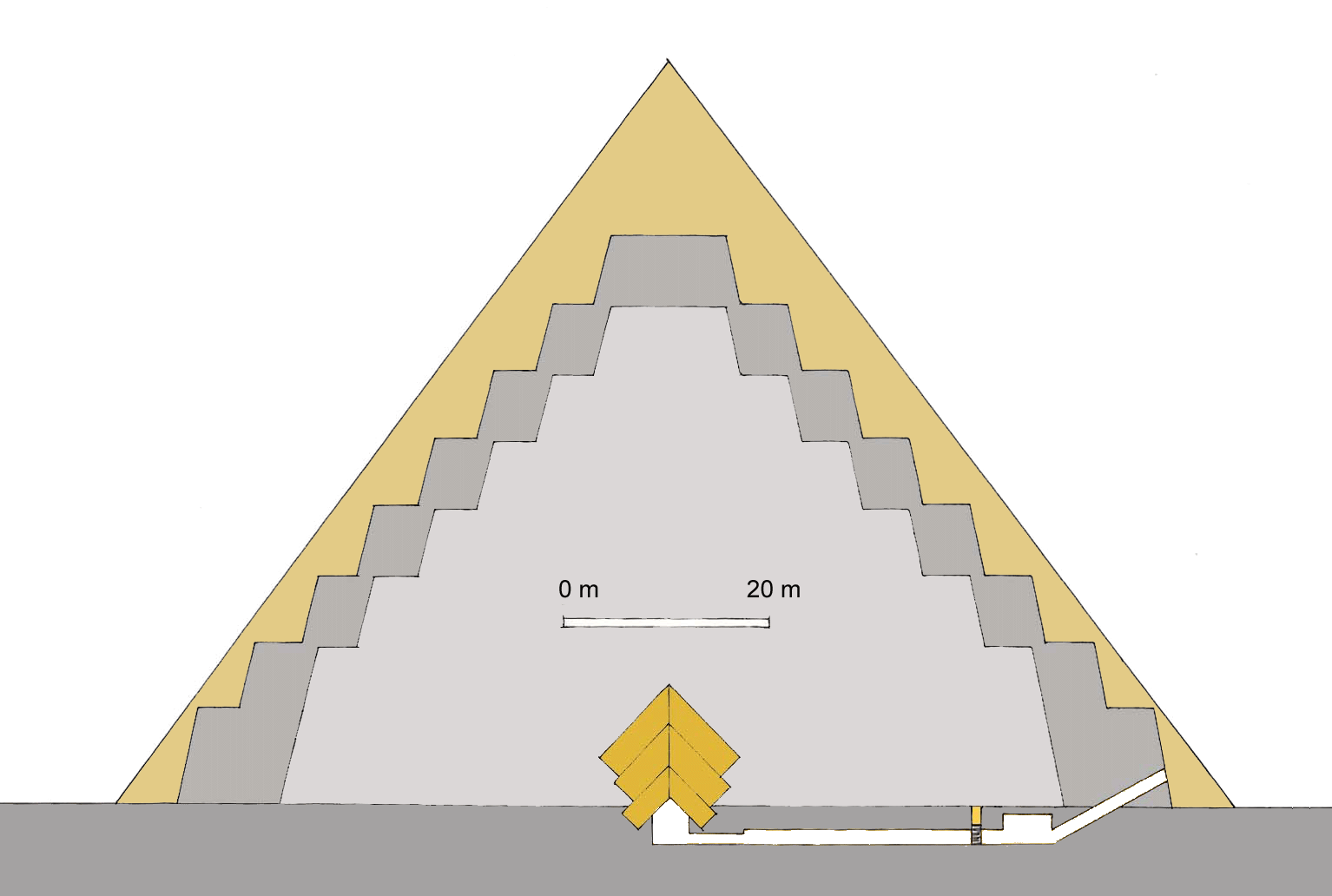
Os três estágios da construção da Pirâmide de Neferircaré. Cinza claro: o núcleo original de seis degraus. Cinza escuro: projeto de extensão com dois degraus extras. Bege: cobertura externa lisa de granito. O corredor interno e o teto empenado de calcário da câmara mortuária e antecâmara também são visíveis

O monumento foi originalmente projetado como uma pirâmide de degraus, uma escolha incomum dado que a era de pirâmides de degraus tinha se encerrado com a Terceira Dinastia um ou dois séculos antes, dependendo da fonte acadêmica. Não se sabe ao certo o motivo disso. O egiptólogo Miroslav Verner considerou uma conexão especulativa entre a listagem de Neferircaré no Cânone de Turim como "fundador de uma nova dinastia" e o projeto original, porém também contempla a possibilidade de motivos religiosos e políticos. A pirâmide original possuía seis degraus cuidadosamente construídos a partir de blocos de pedra de alta qualidade, alcançando uma altura de 52 metros. Uma cobertura de calcário branco foi aplicada na estrutura, porém muito pouco desse trabalho foi completado, apenas o primeiro degrau. Ela então foi reprojetada para tornar-se uma "pirâmide verdadeira". Verner descreveu a arquitetura de pirâmides da Quinta Dinastia:
| “ | A face externa do primeiro degrau do núcleo da pirâmide era formado por uma armação feita de enormes blocos de calcário cinza escuro de até [cinto metros] de comprimento e muito bem unidos. Similarmente, havia uma armação interna construída com blocos menores, e formava as paredes da trincheira retangular destinada às câmaras subterrâneas da tumba. Peças de calcário de baixa qualidade foram empacotadas entre as duas armações, às vezes presas junto com argamassa de argila e areia. ... O núcleo foi realmente modelado em degraus, porém estes foram construídos em camadas horizontais e apenas os blocos que formavam a superfície externa eram de alta qualidade e muito bem unidos. A parte interna do núcleo foi preenchida com rochas brutas apenas parcialmente unidas com níveis variáveis de qualidade e tamanho. | ” |

Toda a estrutura foi expandida para fora em aproximadamente dez metros e elevada em mais dois degraus com o objetivo de convertê-la em uma pirâmide genuína. O projeto de expansão foi completado grosseiramente com pequenos fragmentos de pedra que seriam cobertos por granito vermelho. A morte prematura do faraó paralisou o projeto depois de apenas a cobertura inferior da estrutura ter sido finalizada. A base final media 105 metros em cada lado; sua altura final caso os trabalhos tivessem sido completados seria de aproximadamente 72 metros com uma inclinação de 54 graus. Apesar da pirâmide nunca ter sido completada, ela tem um tamanho comparável ao da Pirâmide de Miquerinos em Gizé e domina os arredores dado sua posição no alto de uma colina 33 metros acima do Delta do Nilo.

### Subestrutura
O corredor descendente perto do meio da face norte da pirâmide serve de entrada para sua subestrutura. O corredor começa aproximadamente dois metros sobre o solo e termina em uma profundidade semelhante debaixo da superfície do deserto. Suas proporções são de 1,87 metros de altura e 1,27 de largura. Ele é reforçado na entrada e na saída com uma cobertura de granito. O corredor termina em um vestíbulo, que por sua vez leva a um corredor ainda mais longo que é guardado por rastrilhos. Este segundo corredor possui duas curvas, porém mantém o sentido leste e termina em uma antecâmara que está separada da câmara mortuária. O teto do corredor é único: o teto reto possui acima de si um segundo teto empenado feito de calcário, que por sua vez está abaixo de um terceiro teto feito a partir de uma camada de juncos.
Os tetos da câmara mortuária e da antecâmara foram construídos com três camadas empenadas de calcário. As vigas de sustentação dispersavam o peso da superestrutura para as laterais da passagem, prevenindo um colapso. Ladrões saquearam todo o calcário das câmaras internas, tornando impossível reconstruí-las adequadamente, porém alguns detalhes ainda podem ser discernidos. Isto é, que ambas as câmaras eram orientadas em um eixo leste–oeste, ambas tinham a mesma largura, a antecâmara era a mais curta das duas, que ambas tinham o mesmo estilo de teto e há em ambas uma camada faltante de calcário.
A subestrutura de forma geral está muito danificada. O colapso de uma camada das vigas de calcário cobriu toda a câmara mortuária. Nenhum vestígio de uma múmia, sarcófago ou qualquer outro equipamento funerário foi encontrado dentro. A seriedade dos danos à subestrutura impedem escavações mais profundas.

### Templo mortuário

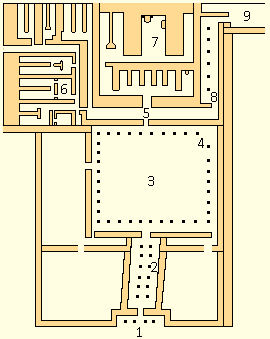
Traçado do templo mortuário de Neferircaré. Em ordem: (1) entrada com pórtico colunado; (2) salão de entrada colunado; (3) pátio com (4) colunas de madeira; (5) corredor transversal norte–sul; (6) armazéns; (7) templo interior; (8) corredor com seis colunas que levam a (9) passagem para o pátio da pirâmide.

O templo mortuário está localizado na base da face leste da pirâmide. Ele é maior do que era comum para a época. Evidências arqueológicas sugerem que estava inacabado na época da morte de Neferircaré, tendo sido completado por Neferefré e Raturés. Por exemplo, enquanto o templo interno e os nichos das estátuas foram feitos de pedra, boa parte do resto do templo, incluindo o pátio e o salão de entrada, foram finalizados às pressas com madeira e tijolos de barro de baixa qualidade. Isto deixou grandes partes do templo mortuário suscetíveis a erosão da chuva e vento, enquanto pedra teria lhe dado uma durabilidade muito maior. O local também era esteticamente menos impressionante, porém sua disposição básica e elementos permaneceram praticamente análogos ao templo de Sefrés. Seu tamanho pode ser atribuído a uma decisão de projeto de construir o complexo sem um templo do vale ou passeio. Em vez disso, o passeio e o templo, cujas fundações tinham sido construídas, foram desviados para o complexo de Raturés.
O templo era acessado por meio de um pórtico colunado, que levava a um salão de entrada também colunado que terminava em um grande pátio igualmente colunado. As colunas do salão e do pátio eram feitas de madeira dispostas na forma de caules e brotos de lótus. O pátio era adornado com 37 colunas; estas foram posicionadas assimetricamente. O arqueólogo e egiptólogo Herbert Ricke levantou a hipótese de que as colunas próximas do altar podem ter sido danificadas por fogo e removidas. Um fragmento de papiro encontrado no templo corrobora essa ideia. Uma pequena rampa ao oeste do pátio leva a um corredor transversal norte–sul que termina em armazéns no norte e um outro corredor ao sul, este menor e com seis colunas de madeira que serve de acesso ao pátio interno da pirâmide. Foi nos armazéns do sul em que os Papiros de Abusir foram encontrados por ladrões na década de 1890. Além dos armazéns está outro ponto de acesso para o pátio da pirâmide, também existindo uma passagem escavada no lado sudoeste que leva à Pirâmide de Quentecaus II. Por fim, no oeste do corredor transversal está o acesso o templo ou santuário interno.
Os relevos sobreviventes estão fragmentados. Um bloco em particular se destaca dos materiais preservados como uma peça importante nos esforços de reconstrução da genealogia da família real da época. Um bloco de calcário, descoberto na década de 1930 pelo egiptólogo Édouard Ghazouli, mostra Neferircaré com sua consorte Quentecaus II e seu filho mais velho, Neferefré. Esse bloco, todavia, não foi encontrado no local da pirâmide, mas sim como parte de uma casa no vilarejo de Abusir.
Os documentos dos Papiros de Abusir relacionados ao templo mortuário de Neferircaré em Abusir. Um dos testemunhos dos papiros é que cinco estátuas eram abrigadas em nichos dentro da capela central. A estátua central representava o faraó como a divindade Osíris, enquanto as duas estátuas das extremidades o representavam, respectivamente, como o rei do Altor e Baixo Egito. Os papiros também registram a existência de pelo menos quatro barcos funerários em Abusir. Dois deles estão localizados em salas seladas, enquanto os outros dois estão ao norte e ao sul da própria pirâmide. O barco do sul foi descoberto por Verner durante escavações.

### Outros elementos
Apenas as fundações do templo do vale e do passeio para o complexo de Neferircaré tinham sido construídas na época da morte do faraó. As fundações do passeio já tinham sido dispostas dois terços do caminho desde o vale o templo até o templo mortuário. Como resultado, o passeio teve de ser desviado de seu destino original quando Raturés tomou o local, assim ele percorre em uma direção por mais de metade da sua distância até realizar uma curva para outra direção pelo restante do caminho.
Ainda não é claro o propósito da pirâmide de culto. Ela tinha uma câmara mortuária que não era usada para enterros, em vez disso sendo aparentemente apenas uma estrutura simbólica. Ela talvez guardava o ka (espírito) do faraó, ou ainda uma estátua em miniatura. Também pode ter sido usada em performances ritualísticas centradas no enterro e ressurreição do ka durante o festival Sede. O monumento de Neferircaré não tinha uma pirâmide de culto. Em vez disso, a pirâmide de culto foi substituída por um pequeno assentamento chamado Ba Karai, feito de alojamentos de tijolos para os sacerdotes, que ficava ao sul do complexo.
A omissão desses elementos "essenciais" teve outro impacto significativo. Os sacerdotes responsáveis pelo culto funerário do faraó normalmente viviam em um vilarejo nas vizinhanças do templo do vale, que ficava no Lago Abusir. Os registros da administração ficariam guardados no vilarejo com os sacerdotes. Em vez disso, na Pirâmide de Neferircaré, esses documentos foram guardados no templo mortuário. Isto permitiu que os arquivos fossem preservados, pois de outro modo teriam se decomposto enterrados sob a lama. A localização do assentamento perto do complexo também permitia que pequenos trabalhos de restauração fossem realizados.

## Posteridade
Raturés foi o último faraó a construir seu monumento funerário em Abusir; seus sucessores imediatos Menquerés e Tanquerés escolheram outros locais. Abusir dessa forma deixou de ser a necrópole real da Quinta Dinastia. Isto não significou que o local foi abandonado. Os registros do Papiro de Abusir demonstram que os cultos funerários permaneceram ativos no local até pelo menos o reinado de Pepi II no final da Sexta Dinastia.
Verner acredita que atividades do culto real cessaram no Primeiro Período Intermediário. Málek destacou evidências limitadas dos cultos de Neferircaré e Raturés no período heracleopolitano, porém isso significaria que o culto de Raturés continuou a operar continuamente até pelo menos a Décima Segunda Dinastia. Antonio Morales acha que os cultos funerários podem ter continuado além do Império Antigo; o culto de Raturés parece ter sobrevivido até o Império Médio em sua forma oficial e na veneração pública. Pequenas evidências na forma de duas estátuas datadas do Império Médio sugerem que o culto de Neferircaré ainda estava ativo na época.
As necrópoles perto de Mênfis, especialmente aquelas em Sacará e Abusir, foram muito utilizadas durante a Vigésima Sexta Dinastia. Grandes quantidades de pedra eram necessárias para a construção de tumbas, com elas muito provavelmente tendo sido retiradas das pirâmides do Império Antigo. Túmulos estimados de serem do século V a.C. foram descobertos nas vizinhanças do templo mortuário de Neferircaré. Uma lápide de calcita amarela, descoberta por Borchardt, possui a inscrição em aramaico: "[Pertencente] a Nsnw, a filha de Paḥnûm", também traduzida como "[Pertencente] a Nesneu, a filha de Tapaquenum". Uma segunda inscrição, encontrada por Verner, em um bloco de calcário no templo mortuário lê: "Mannu-ki-na'an filho de Šewa". A datação desta segunda inscrição não é muito precisa, porém é plausivelmente do mesmo período".

## Cemitério familiar

### Quentecaus II

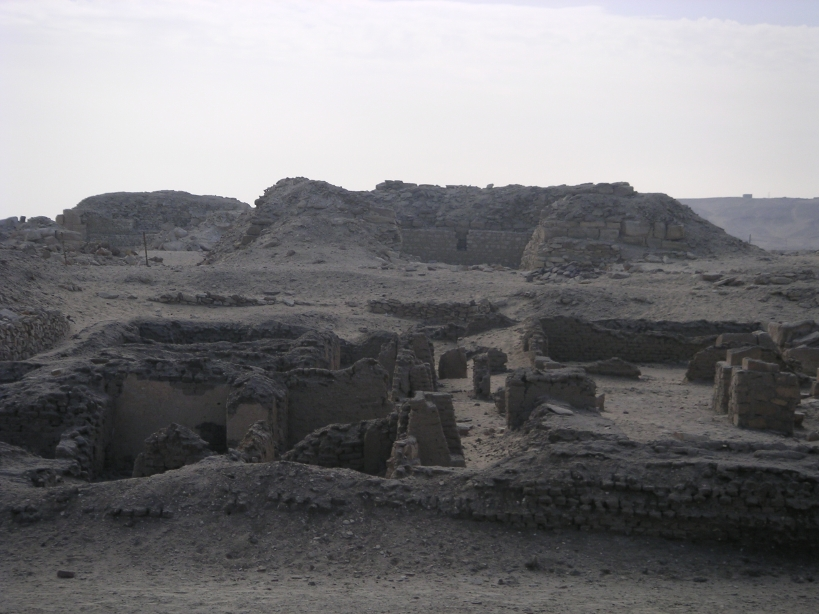
As ruínas da Pirâmide de Quentecaus II

Borchardt inicialmente achou que as ruínas eram uma mastaba e assim considerou essa estrutura no canto sul do complexo de Neferircaré de importância secundária. Consequentemente, Borchardt não a examinou propriamente além de uma breve pesquisa enquanto estava lá. Foi apenas durante as escavações tchecas de Verner na década de 1970 que a estrutura foi identificada como uma pirâmide e a tumba de Quentecaus II, consorte de Neferircaré. Perring anteriormente tinha descoberto rabiscos em um bloco de calcário da tumba do faraó que atestava sua consorte "Quentcaues, a esposa do Rei". Mais evidências corroborantes aparecem em um relevo da família real em outro bloco de calcário em que Neferefré, filho de Neferircaré, também aparece.
Sua pirâmide foi construída em duas etapas. A primeira deve ter começado durante o reinado de Neferircaré, como evidenciado em uma inscrição descoberta por Perring. O projeto foi paralisado por volta do décimo ano do reinado de Neferircaré, porém recomeçou depois e continuou até ser finalizado. Verner sugeriu que a morte inesperada do faraó interrompeu o projeto e que ele foi completado durante o reinado de Raturés. A palavra "mãe" aparece inscrita acima de "esposa" em um bloco, o que indica que a relação de Quentecaus com Raturés era de mãe e filho. A estrutura finalizada tinha uma base quadrada de 25 metros em cada lado e inclinação de 52 graus, o que dava uma altura de dezessete metros. Seu complexo mortuário também incluía uma pirâmide satélite, pátio e templo mortuário.

### Neferefré

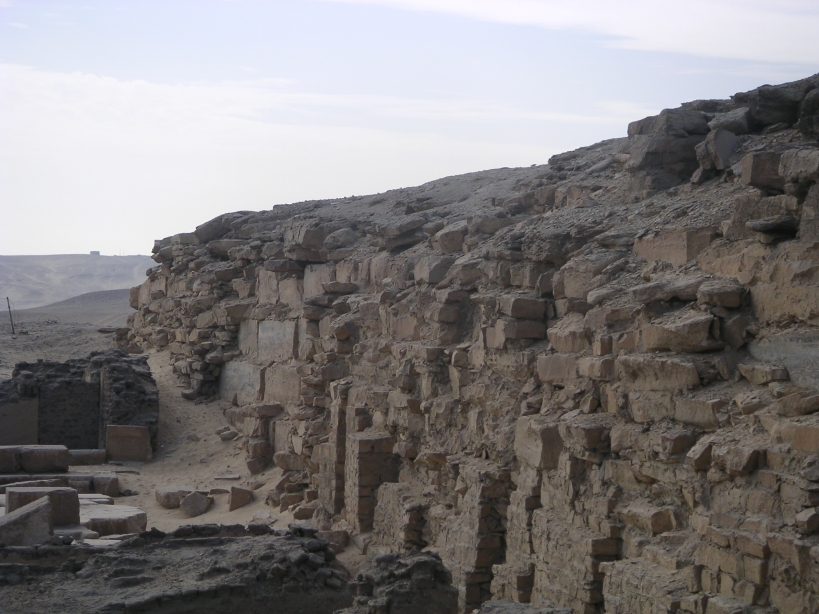
As ruínas da Pirâmide de Neferefré

O monumento de Neferefré ficava diretamente ao sudoeste, ao oeste da Pirâmide de Quentecaus II. Essa pirâmide inacabada pertence a outro membro da família enterrado próximo da tumba de Neferircaré. Ela foi construída no diagonal de Abusir e nunca foi finalizada em decorrência da morte inesperada de Neferefré. Originalmente tinha uma base de 65 metros de comprimento em cada lado, um pouco menor que a Pirâmide de Sefrés, e ficou com apenas um degrau concluído, com o plano tendo sido alterado para acomodar os restos do faraó. Dessa forma o projeto de pirâmide foi convertido às pressas em uma mastaba e finalizado com a aplicação de uma cobertura de mármore em um ângulo de 78 graus e cobertura de argila e pedras do deserto. Acredita-se que o templo mortuário também foi construído às pressas depois da morte de Neferefré. Os principais elementos do templo eram um salão hipostilo, dois grandes barcos de madeira e várias estátuas encontradas em salas perto do salão.

### Raturés

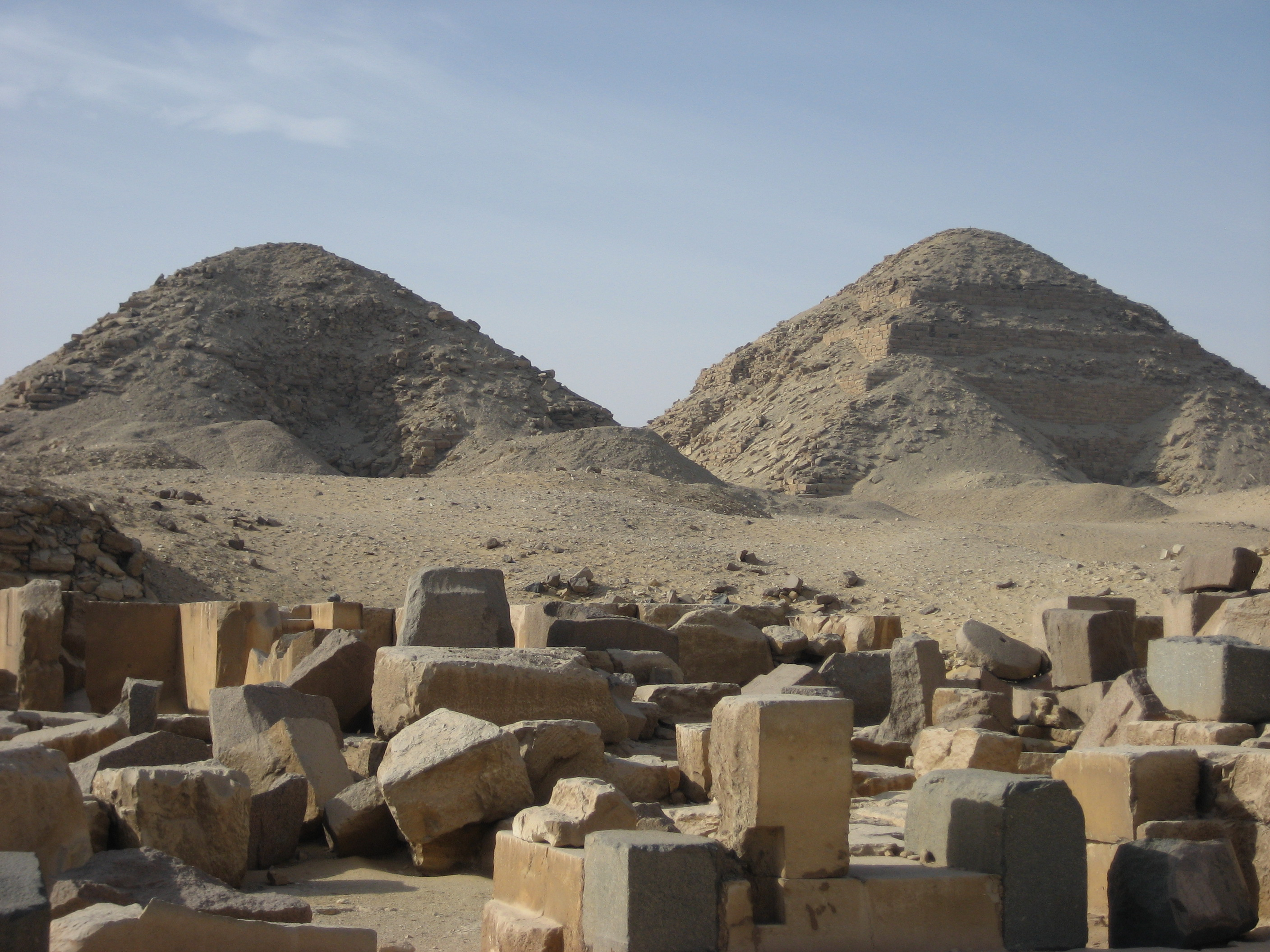
As pirâmides de Raturés (esquerda) e Neferircaré (direita) em Abusir

Raturés juntou-se ao cemitério familiar com seu próprio complexo mortuário, o último faraó a ser enterrado em Abusir. Ele assumiu a finalização dos monumentos inacabados de seu pai Neferircaré, sua mãe Quentecaus II e seu irmão Neferefré, assim que ascendeu ao trono. Os custos desses projetos afetou a construção de sua própria pirâmide, que foi erguida no meio do complexo.
Em vez de ficar junto do eixo Abusir-Heliópolis, assim como as pirâmides vizinhas, o complexo de Raturés fica espremido entre as pirâmides de Sefrés e de Neferircaré. Respeitar eixo teria significado colocá-la ao sudoeste da pirâmide inacabada de Neferefré, ficando assim muito longe do vale do rio Nilo. Isto teria se mostrado pouco razoável.
A pirâmide está bem ao nordeste do complexo de Neferircaré, possuindo aproximadamente 52 metros de altura, bases de 79 metros de comprimento cada e inclinação de 51 graus. O passeio que conecta o complexo mortuário com o templo do vale originalmente tinha sido construído para a Pirâmide de Neferircaré, porém Raturés fez com que fosse desviado para seu próprio monumento.

## Papiros de Abusir

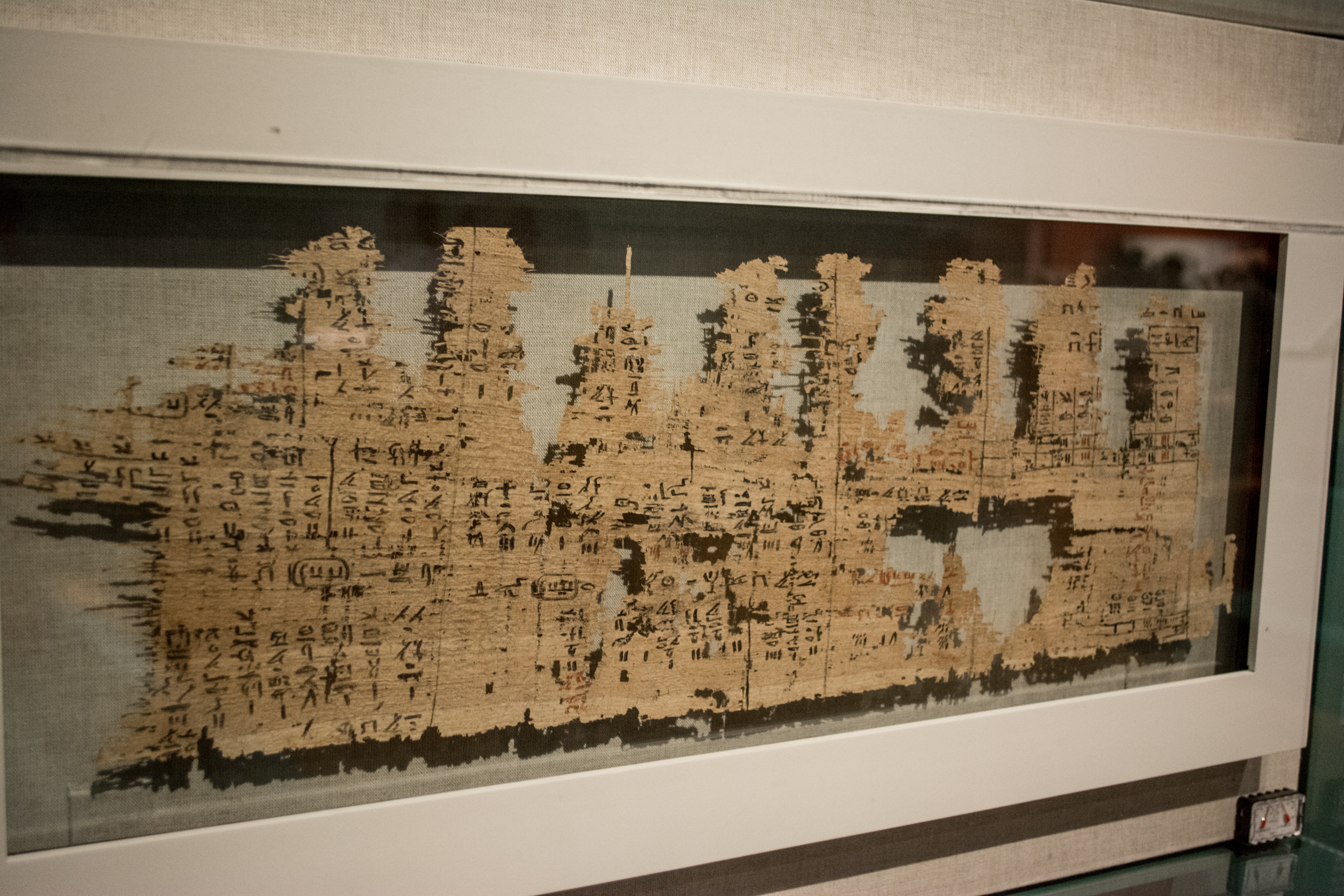
Fragmentos dos Papiros de Abusir

A importância da pirâmide vem de sua construção e pelos Papiros de Abusir. O egiptólogo francês Nicolas Grimal afirmou que "[esta] foi a mais importante coleção de papiros do Império Antigo até a expedição de 1982 do Instituto Egiptológico da Universidade de Praga que descobriu um esconderijo ainda mais rico em um depósito do vizinho templo mortuário de Neferefré".
Os primeiros fragmentos dos Papiros de Abusir foram descobertos por escavadores ilegais em 1893, tendo sido vendidos e distribuídos pelo mundo em mercados de antiguidade. Borchardt depois descobriu fragmentos adicionais enquanto escavava a mesma área. Os fragmentos estavam escritos em hierático, uma forma cursiva de hieroglifos. Outros papiros encontrados na tumba de Neferircaré foram estudados compreensivamente e publicados pela egiptólogo francês Paule Posener-Kriéger.
Os registros dos papiros vão desde o reinado de Tanquerés até o de Pepi II. Eles recontam todos os aspectos da administração do culto funerário do faraó, incluindo atividades diárias de sacerdotes, listas de oferendas, cartas e checagens de inventários do templo. Mais importante, os papiros conectava a relação maior entre o templo mortuário, templo solar e outras instituições. Por exemplo, evidências nos papiros indicam que itens para o culto funerário de Neferircaré foram transportados por navio até o complexo da pirâmide. A completa extensão dos registros dos papiros é desconhecida, pois descobertas mais recentes ainda não foram publicadas.